# Джеймс Крекнелл
Джеймс Крекнелл  (англ. James Cracknell, 5 травня 1972) — британський веслувальник, дворазовий олімпійський чемпіон.

## Виступи на Олімпіадах
| Олімпіада    | Дисципліна                        | Місце       |
| ------------ | --------------------------------- | ----------- |
| Атланта 1996 | двійка парна                      | участь (17) |
| Сідней 2000  | четвірка розстібна без стернового | 1           |
| Афіни 2004   | четвірка розстібна без стернового | 1           |

## Зовнішні посилання
- Досьє на sport.references.com [Архівовано 9 листопада 2012 у Wayback Machine.]